# Fest der Patios von Córdoba
Das Fest der Patios von Córdoba (spanischer Name: Festival de los Patios Cordobeses) ist eine Veranstaltung im spanischen Córdoba. Es handelt sich um einen Wettstreit um den schönsten Innenhof der Stadt. Während der zweiten und dritten Maiwoche können alle interessierten Besucher die teilnehmenden Innenhöfe besichtigen. In den vergangenen Jahren hat es sich durchgesetzt, dass die Teilnehmer durch die geöffnete Tür und durch Blumenschmuck signalisieren, dass Besucher willkommen sind. Den Abschluss bildet ein Straßenfest in der Calle San Basilio.

## Geschichte
Der Wettstreit geht auf das Jahr 1933 zurück. 1980 wurde er als Fiesta de Interés Turístico Nacional ausgezeichnet. Seit dem 6. Dezember 2012 ist er in die UNESCO-Liste des immateriellen Kulturerbes der Menschheit eingeschrieben.

## Die Gewinner
Es gibt jedes Jahr zwei Gewinner, da sowohl der schönste traditionelle als auch der schönste moderne Innenhof prämiert wird.